# 日本大学医学部・大学院医学研究科

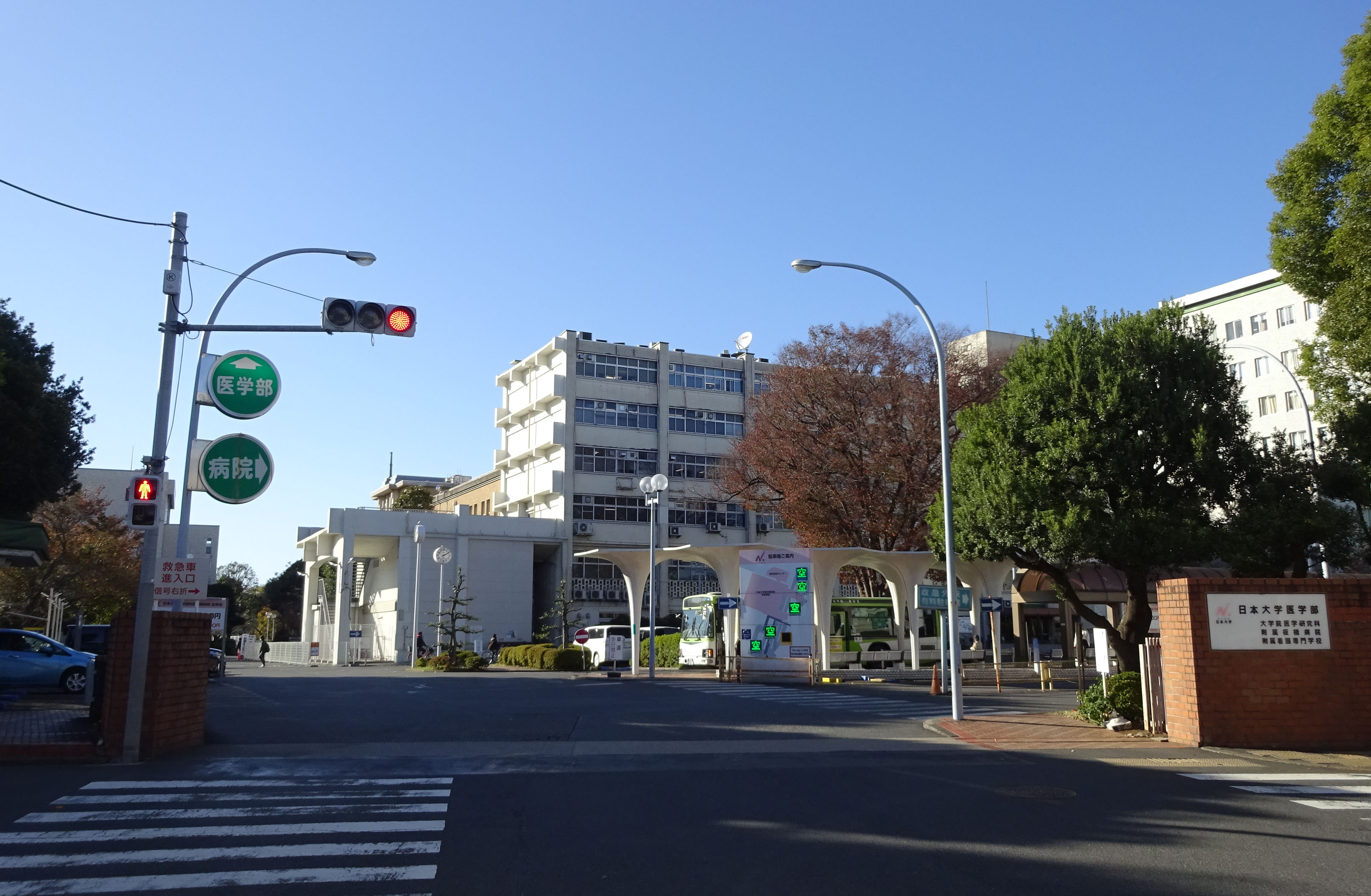
日本大学医学部・医学部附属板橋病院正門

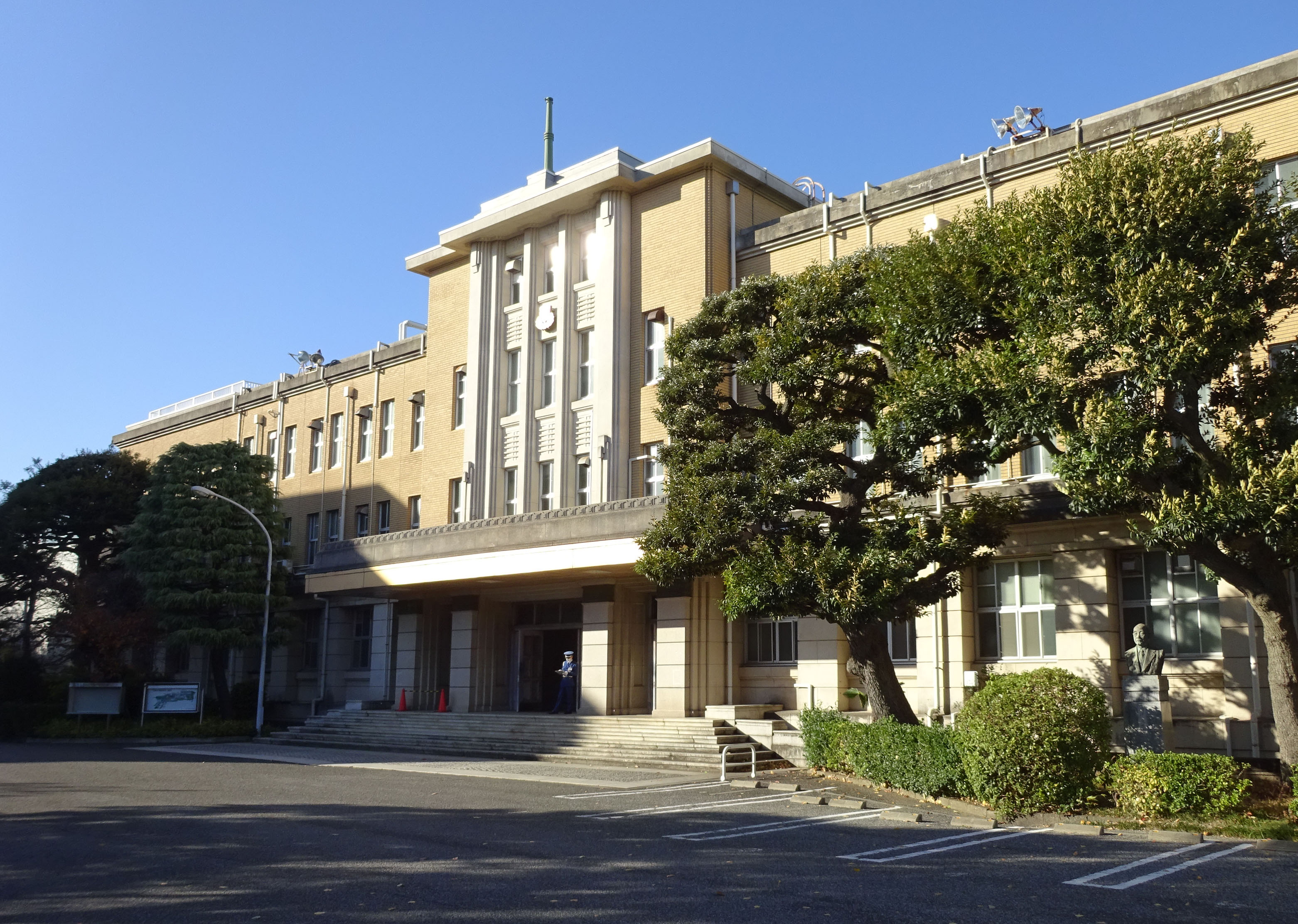
医学部

日本大学医学部（にほんだいがくいがくぶ、Nihon University School of Medicine）は、医学を教育・研究する大学の学部である。また、日本大学大学院医学研究科（にほんだいがくだいがくいんいがくけんきゅうか）は医学の理論および応用を教育・研究する大学院の研究科である。

## 概要
日本大学医学部は1943年（昭和18年）に設置された医科大学である。B型肝炎ワクチン、脳低温療法治療、日大式人工関節の研究開発などが行われている。2000年4月に医学部創立70周年記念事業の一環として、日本大学医学部先端医学総合研究センター（Advanced Medical Research Center）を設立。また、臨床医および研究者の養成として医学生涯教育センターを開設している。
隣接して日本大学医学部附属板橋病院があり、救命救急センターが付設されている。なお、千代田区に所在する日本大学病院は医学部付属病院ではなく大学直属の病院である。
これまで医学部付属病院として、駿河台日本大学病院、日本大学医学部付属練馬光が丘病院、日本大学医学部附属稲取病院、岡谷日本大学病院を有した。
特色ある医学教育として、平成7年から客観的臨床能力試験（OSCE）を実施している。

## 年表
- 1925年（大正14年）3月 日本大学専門部医学科開設（駿河台）。
- 1926年（大正15年）11月 附属駿河台病院開院。
- 1929年（昭和4年）
  - 2月 医師法により指定校として認可される。
  - 3月 医学科第1回生卒業（134名）。
- 1931年（昭和6年）3月 専門部医学科を5年制とする。
- 1932年（昭和7年）1月 附属駿河台病院看護婦養成所開設。
- 1935年（昭和10年）5月 附属板橋病院開院。
- 1937年（昭和12年）4月 医学科板橋新校舎落成移転。
- 1942年（昭和17年）3月 医学部に昇格認可（予科3年、学部4年制）。
- 1945年（昭和20年）4月 戦災により附属板橋病院全焼。長野県岡谷市にある岡谷市立病院を岡谷日本大学病院として医学部校舎と付属病院を疎開。
- 1948年（昭和23年）
  - 1月 附属板橋病院外来棟復興。
  - 3月 専門部医学科を廃止。
  - 11月 大学院学位審査権取得。附属板橋病院棟復興。
- 1950年（昭和25年）4月 附属准看護婦養成所を板橋病院に移設。
- 1951年（昭和26年）3月 医学部予科廃止。附属駿河台病院看護婦養成所廃止。
- 1952年（昭和27年）2月 新学制による医学部医学科への移行認可。
- 1954年（昭和29年）4月 医学部創設30周年記念式典挙行。
- 1955年（昭和30年）4月 医学部進学課程設置。
- 1956年（昭和31年）3月 大学院医学研究科設置。大学院校舎落成。
- 1961年（昭和36年）2月 附属駿河台病院改築のため両国日大講堂に臨時診療所開設。
- 1963年（昭和38年）5月 附属駿河台病院新築落成開院。
- 1965年（昭和40年）4月 附属板橋病院准看護婦養成所を廃止。同附属高等看護学院設置。
- 1967年（昭和42年）9月 附属高等看護学院第二部設置。
- 1977年（昭和52年）
  - 5月 医学部総合医学研究所設置。
  - 6月 医学部創設50周年記念式典挙行。
- 1979年（昭和54年）6月 附属総合健診センター開設。
- 1980年（昭和55年）3月 医学部附属看護専門学校設置（専修学校への切替）。
- 1985年（昭和60年）10月 医学部創設60周年記念式典挙行。
- 1991年（平成3年）
  - 4月 付属練馬光が丘病院開設。駿河台日本大学病院救命救急センター開設。
  - 11月 同附属板橋病院救命救急センター開設。
- 1993年（平成5年）10月 附属板橋病院が特定機能病院として承認、12月1日より実施。
- 1995年（平成7年）
  - 4月 大学院医学研究科改組。
  - 5月 医学部創設70周年記念式典。
- 2000年（平成12年）6月 創設70周年記念館（リサーチセンター）竣工[12]。
- 2005年（平成17年）7月 医学部創設80周年記念国際シンポジウム開催。
- 2012年（平成24年）3月 付属練馬光が丘病院閉院[注 1]。
- 2014年（平成26年）10月 駿河台日本大学病院が新築移転し、日本大学病院に改称し大学本部の直轄に移行した[注 2]。

## 学科
- 医学科（6年制）[13]

## 大学院
- 医学研究科[13]

## 学部長
- 堀江孝至（1999年11月から2005年10月まで）
- 片山容一（2005年11月から2014年10月まで）
- 高山忠利（2014年11月から2020年10月まで）
- 後藤田卓志（2020年11月から2022年3月まで）
- 木下浩作（2022年4月から現在）

## 所在地
- 東京都板橋区大谷口上町30-1
- 交通機関
  - 鉄道
    -  東武東上線 大山駅 徒歩15分
    -  東京メトロ有楽町線・ 副都心線 千川駅 徒歩20分

  - バス
    - 池袋駅西口よりバス25分 ※通勤時間帯には5〜7分間隔で運行

## 学費及び施設費
日大医学部の入学金は1,000,000円、授業料は年間2,500,000円。実験実習料は年間350,000円、施設設備費は年間1,500,000円、教育充実料は年間1,000,000円、かかる。入学初年度にかかる納付金は、6,350,000円。2年次から6年次までの納付金は、毎年、5,350,000円ほどかかる。

## 関係者
在職者
- 大谷直樹 - 脳神経外科学系神経外科学分野教授、日本大学病院副病院長・脳神経外科科長
- 岡村行泰 - 外科学系消化器外科学分野主任教授、日本大学医学部附属板橋病院消化器外科部長
- 川名敬 - 産婦人科学系産婦人科学分野主任教授、日本大学医学部附属板橋病院病院長補佐・産婦人科部長
- 木下浩作 - 医学部長、救急医学系救急集中治療医学分野主任教授、日本大学医学部附属板橋病院病院救命救急センター部長
- 高橋悟 - 泌尿器科学系泌尿器科学分野主任教授、日本大学医学部附属板橋病院泌尿器科部長
- 高山忠輝 - 内科学系総合診療学分野主任教授、日本大学医学部附属板橋病院病院長補佐・総合科部長
- 中静裕之 - 視覚科学系眼科学分野教授、日本大学病院副病院長・アイセンター長
- 新見昌央 - 整形外科学系リハビリテーション医学分野主任教授、日本大学医学部附属板橋病院リハビリテーション科部長
- 山下裕玄 - 外科学系消化器外科学分野教授、日本大学病院消化器病センター長・消化器外科科長
- 市場晋吾 - 麻酔科学系麻酔科学分野病院教授、日本大学医学部附属板橋病院集中治療室部長
- 山口順子 - 救急医学系救急集中治療医学分野准教授、日本大学医学部附属病院板橋病院救命救急センター科長
- 田岡誠 - 外科学系心臓血管外科学分野准教授、日本大学病院心臓血管外科科長

出身者・元在職者
- 額田豊 - 初代医学科長
- 天木一太 - 元第一内科学教室主任教授
- 天野篤 - 順天堂大学医学部心臓血管外科特任教授、元順天堂大学医学部心臓血管外科主任教授、元順天堂大学医学部附属順天堂医院院長
- 安藤高夫 - 政治家、衆議院議員、医療法人永生会理事長、東京都医師会理事
- 大城和恵 - 内科学系呼吸器内科学分野兼任講師、日本大学病院循環器内科非常勤医師
- 飯野正光 - 生体機能医学系生理学分野上席研究員、東京大学特命教授、元細胞分子薬理学部門特任教授
- 片山容一 - 名誉教授、青森大学薬学部特任教授、青森新都市病院総長、元医学部長、元脳神経外科学系神経外科学分野主任教授、元日本大学病院病院長
- 鴨下一郎 - 政治家、衆議院議員、元自由民主党国会対策委員長、元環境大臣、元厚生労働副大臣
- 後藤田卓志 - 客員教授、がん研究会有明病院上部消化管内科部長、元医学部長、元内科学系消化器肝臓内科学分野教授、元日本大学病院消化器病センター長
- 北島智子 - 厚生労働技官、元厚生労働省関東信越厚生局長、元新潟県副知事
- 草野央 - 北里大学医学部消化器内科学主任教授、元内科学系消化器肝臓内科学分野助教・診療准教授、元日本大学病院内視鏡室長
- 瀬在幸安 - 名誉教授、元日本大学総長、元医学部長、元第二外科学教室主任教授
- 鈴木裕 - ふれあい町田ホスピタル院長、元内科学系総合診療学分野教授(研究所)、元日本大学病院総合診療センター長、元駿河台日本大学病院神経内科部長
- 高山忠利 - 元日本大学専任副学長、元医学部長、元外科学系消化器外科学分野主任教授、元日本大学医学部附属板橋病院消化器外科部長
- 坪川孝志 - 元脳神経外科学教室主任教授、元日本大学医学部附属板橋病院脳神経外科部長
- 秦光賢 - 内科学系総合診療学分野兼担教授、日本大学松戸歯学部内科学講座（循環器）教授、日本大学松戸歯学部付属病院心臓血管外科科長、元日本大学病院副病院長
- 原中勝征 - 元日本医師会会長、元東京大学医科学研究所内科助教授
- 林成之 - 名誉教授、元救急医学教室主任教授、元日本大学医学部附属板橋病院病院救命救急科部長
- 比企能達 - 元医学部長、元第一内科学教室主任教授、元国立がんセンター総長
- 馬場一雄 - 元小児科学教室主任教授、元日本大学医学部附属板橋病院病院長
- 平山晃康 - 元脳神経外科学系神経外科学分野教授(研究所)、元日本大学医学部附属板橋病院病院脳神経外科救急担当医長、元日本大学病院脳神経外科科長
- 堀江孝至 - 名誉教授、太田綜合病院理事長、元医学部長、元第一内科学教室主任教授
- 三ッ林裕巳 - 政治家、衆議院議員、元厚生労働大臣政務官、元日本大学医学部臨床教授
- 森山光彦 - 指扇療養病院院長、元内科学系消化器肝臓内科学分野主任教授、元日本大学医学部附属板橋病院病院長
- 湯澤美都子 - 名誉教授、元視覚科学系眼科学分野主任教授、元日本大学病院副病院長、元駿河台日本大学病院長

## 関連施設
- 付属病院
  - 日本大学医学部附属板橋病院
- 付属専修学校
  - 日本大学医学部附属看護専門学校
- 一般社団法人

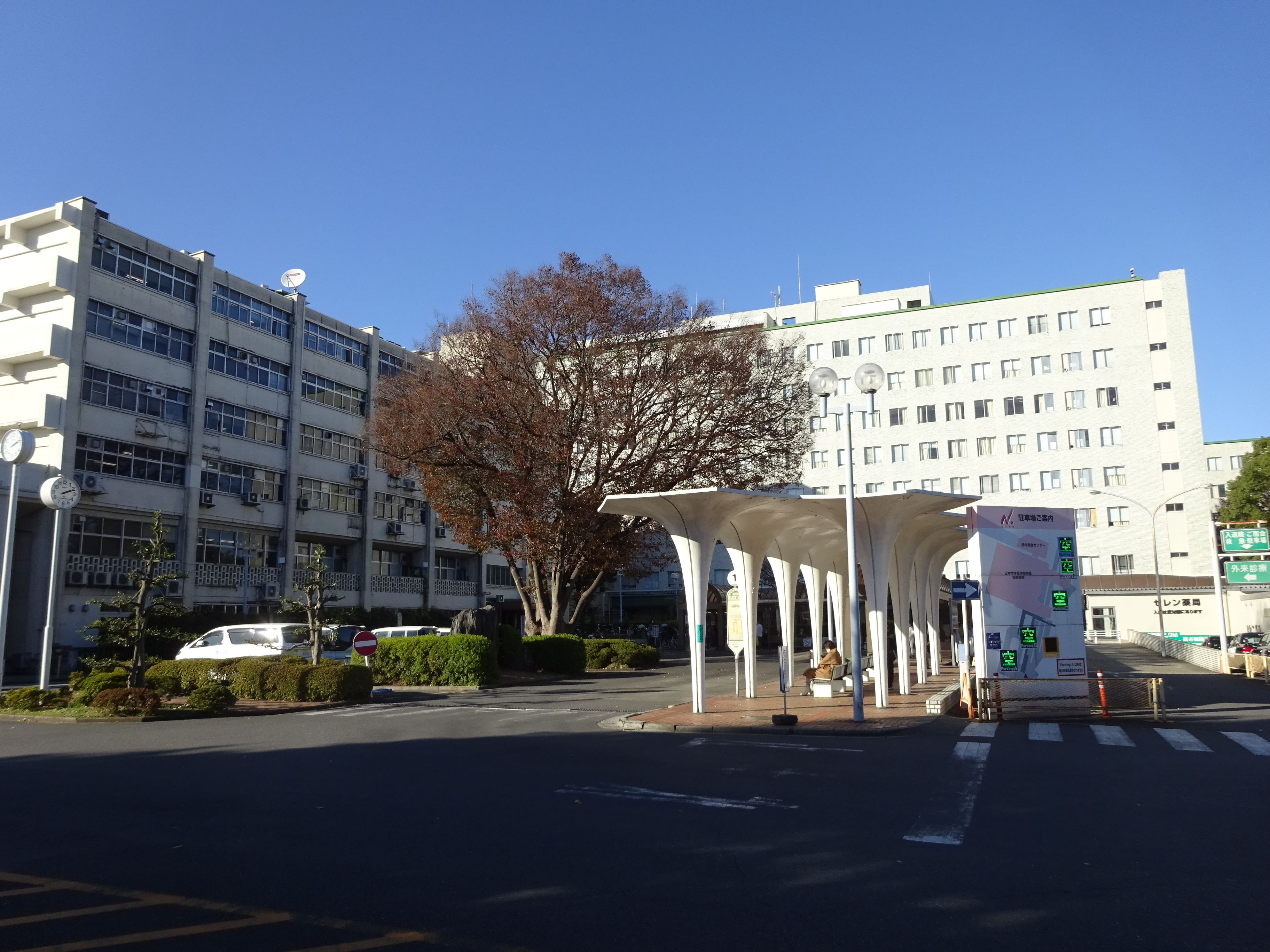
日本大学医学部附属板橋病院

  - 日本大学医師会 - 医学・医療の発達と研究を目的として1958年10月に設立された。日大医学部の勤務医及び関係者により構成されており、約800名の会員がいる。

## 不祥事
- 2018年7月 - 「2018年に発覚した医学部不正入試問題」。
- 2020年2月5日 - 公益財団法人・大学基準協会は「入学者選抜の方法には明らかに問題がある」と判断し、問題発覚後に審査をやり直し2013年から17年度に「適合」としていた評価を変更し「不適合」にしたと発表した。大学が「不適合」の場合は、教育プログラムの開発に関する国の補助金を申請できなくなる[15]。